# Sinhalestes
Sinhalestes é um género de libelinha da família Lestidae.
Este género contém as seguintes espécies:
- Sinhalestes orientalis